# Sympodangia
Sympodangia is een geslacht van neteldieren uit de klasse van de Anthozoa (bloemdieren).

## Soort
- Sympodangia albatrossi Cairns & Zibrowius, 1997